# Klein Wesenberg
Klein Wesenberg er en by og kommune i det nordlige Tyskland, beliggende i Amt Nordstormarn under Kreis Stormarn. Kreis Stormarn ligger i den sydøstlige del af delstaten Slesvig-Holsten.

## Geografi
Klein Wesenberg ligger i den sydøstlige del af amtet cirka ti kilometer sydvest for Lübeck. Floden Trave danner mod nord kommunegrænse til kommunen Wesenberg.